# Філіпп де Мії
Філіпп де Мії (фр. Philippe de Milly; 1120–1171) — 7-й великий магістр ордену тамплієрів в 1169—1171 роках, 2-й сеньйор Наблусу в 1138—1161 роках, 4-й сеньйор Трансйорданії в 1161—1167 роках.

## Життєпис
Походив з пікардійського шляхетського роду Мії. Син Гі де Мії, сеньйора Мії-сюр-Терен, учасника Першого хрестового походу, сеньйора Наблуса. Його матір'ю була Стефанія Наблуська (її батьки походили з Фландрії). Філіпп народився 1120 року в Наблусі. Перша письмова згадка припадає на 1138 рік, коли після смерті батька успадкував сеньйорію Наблус.
До 1144 року оженився з донькою або іншою родичкою Моріса де Монреаля, сеньйора Трансйорданії. 1144 року за доручення королеви Мелісенди I разом з конетаблем Манасією Хержеським, князем Елінандом Тіверіадським рушив на допомогу Жослену II Куртене, графу Едесси, який опинився обложеним Імад ед Діном Зенгі в Едессі, проте допомога не встигла, місто було захоплено.
Протягом наступних років Філіпп де Мії отримав феоди, включаючи землі на пагорбах поблизу Наблуса та Тіру. 1148 року під час Другого хрестового походу брав участь у нараді в Акрі, де обирався напрямок бойових дій. Згодом відзначився під час облоги Дамаску. Після завершення походу брав участь в протистоянні королеви Мелісенди I з Балдуїном III на боці першої.
У 1153 році брав участь в облозі Аскалону. Того року також надав низку своїх маєтків ордену Св. Лазаря. З 1155 року стає одним з наближених короля Єрусалиму. 1157 року долучився до облоги міста Баніяс, але не брав участь в подальших подіях, зокрема не потрапив у засідку разом з королівським військом біля Мосту доньок Якова.
1161 року обміняв сеньйорію Наблус на сеньйорію Трансйорданію в короля Балдуїна III. Але останній зберігав право на мита за проходження караванів територією Трансйорданської сеньйорії. Невдовзі Філіпп де Мії зміцнив замок Керак, що став центром володінь.
У січні 1166 року після смерті дружини стає членом ордену тамплієрів, передавши їм значну частину Трансйорданії, зокрема замок Агамант. 1167 року де Мії, попри спротив тамплієрів, брав участь у поході короля Аморі I до Єгипту. 1169 року після смерті великого магістра Бертрана де Бланфора за підтримки короля Єрусалиму обирається новим очільником тамплієрів. Того року Філіпп де Мії на чолі загону тамплієрів долучився до нового єгипетського походу, але той не мав успіху.
1170 року успішно обороняв Газу під час облоги військами султана Салах ад-Діна. 1171 року пішов з посади великого магістра. Його місце посів Одо де Сент-Аман. Філіпп де Мії супроводжував короля Аморі I до Константинополя задля укладання союзу з візантійською імперією. Але на шляху помер.

## Родина
Дружина — Ізабелла, донька або небога Моріса де Монреаля, сеньйора Трансйорданії
Діти:
- Реньє (бл. 1140 —до 1171)
- Гелена (д/н—до 1168), дружина Готьє III де Брізебара, сеньйора Бейрута. Їх донька беатріс у 1167—1169 роках була сеньйорою Трансйорданії
- Стефанія (д/н—1197), дружина: 1) сеньйора Онфруа III де Торона; 2) Міля де Плансі, сенешаля Єрусалимського королівства; 3) Рено де Шатільйон